# Серавале Пистојезе
Серавале Пистојезе (итал. Serravalle Pistoiese) је насеље у Италији у округу Пистоја, региону Тоскана.
Према процени из 2011. у насељу је живело 258 становника. Насеље се налази на надморској висини од 176 м.

## Становништво
Према резултатима пописа становништва 2011. у општини је живело 11.517 становника.
| 1931. | 1936. | 1951. | 1961. | 1971. | 1981. | 1991. | 2001.  | 2011.  |
| ----- | ----- | ----- | ----- | ----- | ----- | ----- | ------ | ------ |
| 7.694 | 7.680 | 7.823 | 7.527 | 7.645 | 7.757 | 8.754 | 10.150 | 11.517 |

## Партнерски градови
- Beit Sahour
- Uzerche
- Grafenwörth